# Lau Molgap
Lau Molgap is een bestuurslaag in het regentschap Dairi van de provincie Noord-Sumatra, Indonesië. Lau Molgap telt 924 inwoners (volkstelling 2010).